# Бромат стронция
Бромат стронция — химическое соединение, являющееся солью бромноватой кислоты с формулой Sr(BrO3)2. Относится к классу броматов щелочноземельных металлов.
Редко применяется в качестве химического вещества в лабораториях или на производстве. Является умеренно сильным окислителем.
Химическая формула — Sr(BrO3)2

## Физические свойства
Представляет собой белый кристаллический порошок. Хорошо растворим в воде и малорастворим в этаноле и большинстве органических растворителей. В книге «Дядя Вольфрам: воспоминания о химическом детстве» Оливера Сакса говорится о том, что данное вещество светится при кристаллизации из насыщенного водного раствора.

## Получение
Бромат стронция получают различными методами химического синтеза:

### Метод осаждения
Раствор соли стронция (например, нитрат или хлорид) вступает в реакцию обмена с раствором бромата натрия или калия. Выпавший осадок представляет собой бромат стронция.
{\displaystyle Sr(NO_{3})_{2}+2KBrO_{3}\rightarrow Sr(BrO_{3})_{2}\downarrow +2KNO_{3}}

### Метод обменной реакции
Реакцию проводят между карбонатом стронция и раствором бромата натрия. После реакции образуется бромат стронция и выпадает осадок карбоната натрия.
{\displaystyle SrCO_{3}+2NaBrO_{3}\rightarrow Sr(BrO_{3})_{2}+Na_{2}CO_{3}\downarrow }

## Токсикология
При попадании в организм человека раздражает кожу и дыхательные пути, а также вызывает повреждение печени, почек, желудочно-кишечного тракта и нервной системы.